# Luna 1963B
La missione spaziale sovietica Luna 1963B era stata designata per l'allunaggio; la sonda, pesante 1500 kg, consisteva di una struttura cilindrica contenente i razzi di manovra e di atterraggio, il carburante, la strumentazione atta al mantenimento dell'assetto e le trasmittenti radio, oltre che una struttura sferica contenente il lander, del peso di circa 100 kg. Il lander avrebbe dovuto essere rilasciato dopo l'allunaggio del corpo principale, e portava con sé una fotocamera e la strumentazione preposta alla rilevazione delle radiazioni.
La struttura della sonda era analoga a quella dello Sputnik 25, lanciato un mese prima e precipitato sulla Terra dopo aver fallito il tentativo di abbandono dell'orbita terrestre.
Dopo il lancio, la sonda non raggiunse neppure l'orbita terrestre e precipitò nell'Oceano Pacifico, nei dintorni delle isole Midway.